# Tetrodontium brownianum
Tetrodontium brownianum là một loài rêu trong họ Tetraphidaceae. Loài này được (Dicks.) Schwägr. mô tả khoa học đầu tiên năm 1824.